# Heber Springs, Arkansas
Heber Springs là một thành phố thuộc quận Cleburne, tiểu bang Arkansas, Hoa Kỳ. Năm 2010, dân số của thành phố này là 7165 người.

## Dân số
- Dân số năm 2000: 6432 người.
- Dân số năm 2010: 7165 người.